# David Omedes i Regàs
David Omedes i Regàs és un director de fotografia català, fill d'Eduard Omedes i Rosa Regàs i Pagès, i nebot d'Oriol Regàs. Ha treballat en documentals, pel·lícules de ficció, sèries, vídeo-clips i anuncis de televisió i és professor de muntatge cinematogràfic a l'Escola d'Arts Visuals LENS. Va començar en cinema el 1995 treballant en curtmetratges, el 1997 en la serie de TV3 Nova ficció. El 1999 debutà amb els llargmetratges Pepe Guindo i Shacky Carmine, amb què va guanyar el premi a la millor fotografia al Festival de Cinema d'Espanya de Tolosa de Llenguadoc. El seu treball a Salvador (Puig Antich) (2006), amb què va guanyar el premi a la millor fotografia als V Premis Barcelona de Cinema. El seu treball a Pretextos (2008) de Sílvia Munt li va valdre el premi a la millor fotografia al Festival de Màlaga. Pel seu treball a The frost (El gebre) va guanyar el Premi Gaudí a la millor fotografia. i el 2012 fou nominat pel seu treball a The Pelayos.

## Filmografia
- Pepe Guindo (1999)
- Shacky Carmine (1999)
- A mi madre le gustan las mujeres (2002)
- Haz conmigo lo que quieras (2003)
- Febrer (2004)
- Coses que passen... (2006)
- Salvador (Puig Antich) (2006)
- Cobardes (2008)
- Pretextos (2008)
- 23-F: el dia més difícil del Rei (2009)
- The frost (El gebre)
- Lo mejor de Eva (2011)
- The Pelayos (2012)
- El Cafè de la Marina (2014)
- Perdona si te llamo amor (2014)
- Al costat de casa (2016)
- Pulsaciones (2016-2017)
- Toc Toc (2017)
- El cuaderno de Sara (2018)
- Dime quién soy (2020)